# 巨野教案遗址
巨野教案遗址，位于山东省菏泽市巨野县夏官屯乡磨盘张庄，是中华人民共和国山东省文物保护单位之一。
1897年发生曹州教案（巨野教案）后，德国政府获得清朝政府22萬兩的赔偿，用以重建了教堂及附属物。1966年文革衝擊下全部拆除，仅存水井1眼。1977年12月23日，重新授予山东省文物保护单位。
- 巨野教案发生地附近
- 巨野教案遗址所遗留水井